# Attapulgus
Attapulgus es un pueblo ubicado en el condado de Decatur en el estado estadounidense de Georgia. En el censo de 2000, su población era de 492.

## Demografía
En el 2000 la renta per cápita promedia del hogar era de $25,625, y el ingreso promedio para una familia era de $29,167. El ingreso per cápita para la localidad era de $11,204. Los hombres tenían un ingreso per cápita de $23,750 contra $16,477 para las mujeres.

## Geografía
Attapulgus se encuentra ubicado en las coordenadas 30°44′54″N 84°29′2″O / 30.74833, -84.48389 (30.748243, -84.483810).
Según la Oficina del Censo, la localidad tiene un área total de 2,1 km² (0,8 mi²), de la cual 2,1 km² (0,8 mi²) es tierra y 0 km² (0 mi²) (0.0%) es agua.